# Helsonia
Helsonia is een monotypisch geslacht van spinnen uit de  familie van de Desidae.

## Soort
- Helsonia plata Forster, 1970